# 白倉氏
白倉氏（しらくらし）は、日本の氏族の一つ。児玉党の一族であり、上野国甘楽郡白倉に拠った戦国時代の武士。上州八家の一つで、関東管領山内上杉氏の重鎮として四宿老にも数えられた。

## 概要
白倉氏は、児玉党の一族であり、上野国甘楽郡白倉を本領とし、白倉氏を称した。
承久3年（1221年）の承久の乱で討死した白倉成季から白倉氏を称した。その後、足利氏に従い、山内上杉氏の家臣となった。その後、上州八家（小幡氏・白倉氏・安中氏・倉賀野氏・桐生氏・由良氏・山上氏・沼田氏）の一つに数えられ、白倉重佐（五左衛門）の代には関東管領上杉憲政のもと、四宿老（長尾氏・大石氏・小幡氏・白倉氏）の一人に数えられた。
重佐の子･白倉道佐の代には、上杉謙信に仕え、上杉謙信が鎌倉で関東管領就任の儀式をしたさい、側近として付き添った。しかし武田信玄が箕輪城の上野長野氏を攻めるとこれを防ぎきれず、永禄6年（1563年）武田氏に降った。
天正9年（1581年）武田氏が滅亡すると、道佐の子･白倉重家は織田家の重臣滝川一益に降り、天正10年（1582年）6月の神流川の戦いでは、滝川方に付いて戦った。合戦に敗れた滝川一益が伊勢に逃げ帰ると北条氏直に降った。天正18年（1590年）小田原征伐では、白倉城に弟･重高を置いて守らせ、白倉重家は小田原城に籠城した。北条氏が滅亡すると、白倉氏も所領を失い没落した。